# Hopf János
Hopf János (Szeged, 1817. október 26. – Kalocsa, 1902. január 11.) teológiai doktor és prépostkanonok.

## Élete
Teológiai tanulmányainak végeztével Bécsbe az Augustineumba küldetett, ahonnét mint teológiai doktor érkezett vissza. 1840. június 25-én áldozópappá szentelték fel, majd Lonovics József csanádi püspök szertartója és titkára, 1850-től 1861-ig hivatal nélkül volt; 1861-ben számfölötti címzetes kanonok lett. 1866-ban Lonovics érsek magával vitte Kalocsára, ahol érseki könyvtárnok volt; 1867-ben főegyházi kanonok, Kalocsa plébánosa, később bácsi főesperes lett. 1872. április 25-én ő felsége a Szent Mihály főangyalról nevezett nyúlszigeti címzetes prépostságot adományozta neki. 1878-ban a zsinati vizsgáló bizottság elnöke lett.
A Szent István Társulat által kiadott Egyetemes Magyar Encyclopaediának munkatársa volt.

## Munkái
- Titoknoki jelentés, melyet a szent László-Társulat működési eredményéről előterjesztett. Pest, 1862.
- Krivinai Lonovics József kalocsai s bácsi érsek emlékéül. Kalocsa, 1867.

Kiadta Lonovics Józsefnek Népszerű egyházi Archaeologiáját (Pest, 1857. Három kötet, 4. kiadás. Pest, 1870).